# Gianluca Guidi (rugbista)
Gianluca Guidi (Livorno, 2 febbraio 1968) è un allenatore ed ex giocatore italiano di rugby a 15, attivo in carriera nel ruolo di mediano di mischia.

## Biografia
L'intera carriera di Gianluca Guidi si svolse nel Livorno, salvo una breve parentesi di una stagione a L’Aquila nel 1997-98; nelle sue due ultime stagioni al Livorno da giocatore, dal 1999 al 2001, si dedicò anche alla conduzione tecnica della squadra come giocatore-allenatore.
In nazionale, Guidi esordì nel 1996 sotto la conduzione di Georges Coste, e fece parte della squadra che vinse a Grenoble la Coppa FIRA 1995-97 battendo in finale la Francia per la prima volta nella storia del rugby internazionale italiano.
Fu anche capitano della nazionale A e scese in campo 20 volte per l'Italia Seven.
Passato definitivamente ai ruoli tecnici, entrò in Federazione; dal 2001 al 2008 seguì le selezioni nazionali U-18, U-20 e U-21 e guidò la selezione Under-20 alla Coppa del Mondo di categoria in Galles, piazzandosi all'11º posto finale.
Nel 2006 entrò nello staff tecnico dell'Accademia federale del Rugby “Ivan Francescato”.
Divenuto nel 2008 il C.T. della nazionale A con cui partecipò alla Nations Cup, nel 2013 tornò all'attività di club come allenatore-capo del Calvisano, per poi passare, dopo due scudetti vinti consecutivamente dalla squadra bresciana, alla guida delle Zebre nel campionato di Pro12 dal 2015.
Terminata anche tale esperienza biennale, fu di nuovo in Eccellenza dal 2017 alla guida delle Fiamme Oro a Roma.
In occasione della Coppa del Mondo di rugby 2019 fu anche commentatore tecnico delle partite del torneo trasmesso dalla Rai.
Dopo un nuovo passaggio a Calvisano, nel 2023 fu di ritorno alle Fiamme Oro, nelle quali rimase solo una stagione, essendosi dimesso a fine campionato a giugno 2024 per assumere l'incarico di Director of Rugby al Livorno, con compiti di coordinamento tecnico di tutte le squadre del club.

## Palmarès

### Giocatore
- Coppa FIRA : 1
Italia: 1995-97

### Allenatore
- Campionati italiani: 2
Calvisano: 2013-14, 2014-15